# Tabanus varicolor
Tabanus varicolor är en tvåvingeart som beskrevs av Ricardo 1911. Tabanus varicolor ingår i släktet Tabanus och familjen bromsar. Inga underarter finns listade i Catalogue of Life.